# プロ野球ナイター記念日
プロ野球ナイター記念日（プロやきゅうナイターきねんび）は、日本で1948年8月17日、横浜ゲーリック球場で日本初のプロ野球公式戦のナイトゲーム開催が実施されたことを記念する記念日。
なお、「ナイター」という表現が初めて使われたのは、2年後の『週刊ベースボール』誌上である。

## 概説
日本において野球のナイター公式戦は1933年7月10日に戸塚球場で行われた早大2軍－新人戦を初めとして、学生野球では既に実施がされていたが、プロ野球ではそれまで開催されていなかった。
当時、横浜ゲーリック球場は連合軍に接収されていたが、引き続き野球場として利用され続け、連合軍により他の球場に先駆け照明施設も設置されていた。プロ野球初の試みのためにこの球場を借り受け、対戦カードは比較的人気の高い東京巨人軍－中日ドラゴンズ戦が組まれた。
正確な観客数は伝わっていないものの、翌日の各新聞では「空前の超満員」と報じられ、観客がスタンドからあふれファウルグラウンドからも観戦していたほどと伝えられている。
試合開始は午後8時8分（開始予定は午後8時）と遅い時間であるが、これはアメリカでナイターの経験がある中島治康らの「薄暮で点灯するとかえって球が見づらい」という進言を受け、完全に日没するのを待ったためである。
午後10時1分に試合終了。結果は3-2で中日が勝利している。
なお、この試合の前日8月16日に球場の名前の由来となったルー・ゲーリッグの同僚で、共に大リーグをにぎわせたベーブ・ルースが亡くなっており、試合前に両軍が追悼の黙祷をささげている。

## スコア
|      | 1 | 2 | 3 | 4 | 5 | 6 | 7 | 8 | 9 | R | H | E |
| ---- | - | - | - | - | - | - | - | - | - | - | - | - |
| 中日 | 0 | 0 | 0 | 1 | 0 | 2 | 0 | 0 | 0 | 3 | 8 | 3 |
| 巨人 | 0 | 0 | 0 | 0 | 0 | 1 | 0 | 1 | 0 | 2 | 5 | 1 |

1. 勝利：星田（5勝3敗）
2. 敗戦：中尾（14勝9敗）

| 中日 | 中日 | 中日       |
| 打順 | 守備 | 選手       |
| ---- | ---- | ---------- |
| 1    | [中] | 原田徳光   |
| 2    | [三] | 国枝利通   |
| 3    | [遊] | 杉浦清     |
| 4    | [一] | 大沢清     |
| 5    | [右] | 茅野秀三   |
|      | 右   | 杉江文二   |
| 6    | [二] | 山本静雄   |
| 7    | [左] | 杉山悟     |
| 8    | [捕] | 笠石徳五郎 |
| 9    | [投] | 星田次郎   |

| 巨人 | 巨人   | 巨人       |
| 打順 | 守備   | 選手       |
| ---- | ------ | ---------- |
| 1    | [二]   | 千葉茂     |
| 2    | [遊]   | 白石敏男   |
| 3    | [中]   | 青田昇     |
|      | 右     | 小松原博喜 |
| 4    | [一]   | 川上哲治   |
| 5    | [左]   | 平山菊二   |
| 6    | [三]   | 山川喜作   |
| 7    | [投]   | 中尾碩志   |
| 8    | [捕]   | 内堀保     |
| 9    | [右]中 | 呉元敝     |

## 照明設備によるトラブル
- 翌日の新聞には「球場は周囲八ケ所から放射される30万燭光の強烈なライトに真昼のような明るさ」と報じられたが[3]、本来は連合軍が遊びで野球をするために設置した照明設備だったこともあり、実際の明るさは現在行われるナイターの10分の1程度であったという[4]。そのため、さまざまなハプニングが発生した。
  - 初回青田昇は球が見えず、顔面付近に死球を受け負傷退場[5]。
  - 終盤、川上哲治の打球がスタンドインしてグラウンドに跳ね返った（本塁打）か、フェンスで跳ね返った（二塁打）かをめぐり、一時試合が中断された。
  - 試合中、守備についていた選手により、グラウンドに取り残されていた練習用のボールが発見された。
- 当時は熱くなったランプに雨粒がつくと割れてしまう恐れがあったことから、試合中小雨が降った際に、雨が強くなったら一斉消灯する旨がアナウンスされ、観客たちは騒然となった。なお、この雨はすぐにやんでいる。